# Hoffmannia davidsoniae
Hoffmannia davidsoniae là một loài thực vật có hoa trong họ Thiến thảo. Loài này được Standl. mô tả khoa học đầu tiên năm 1946.